# Ata Bozacı

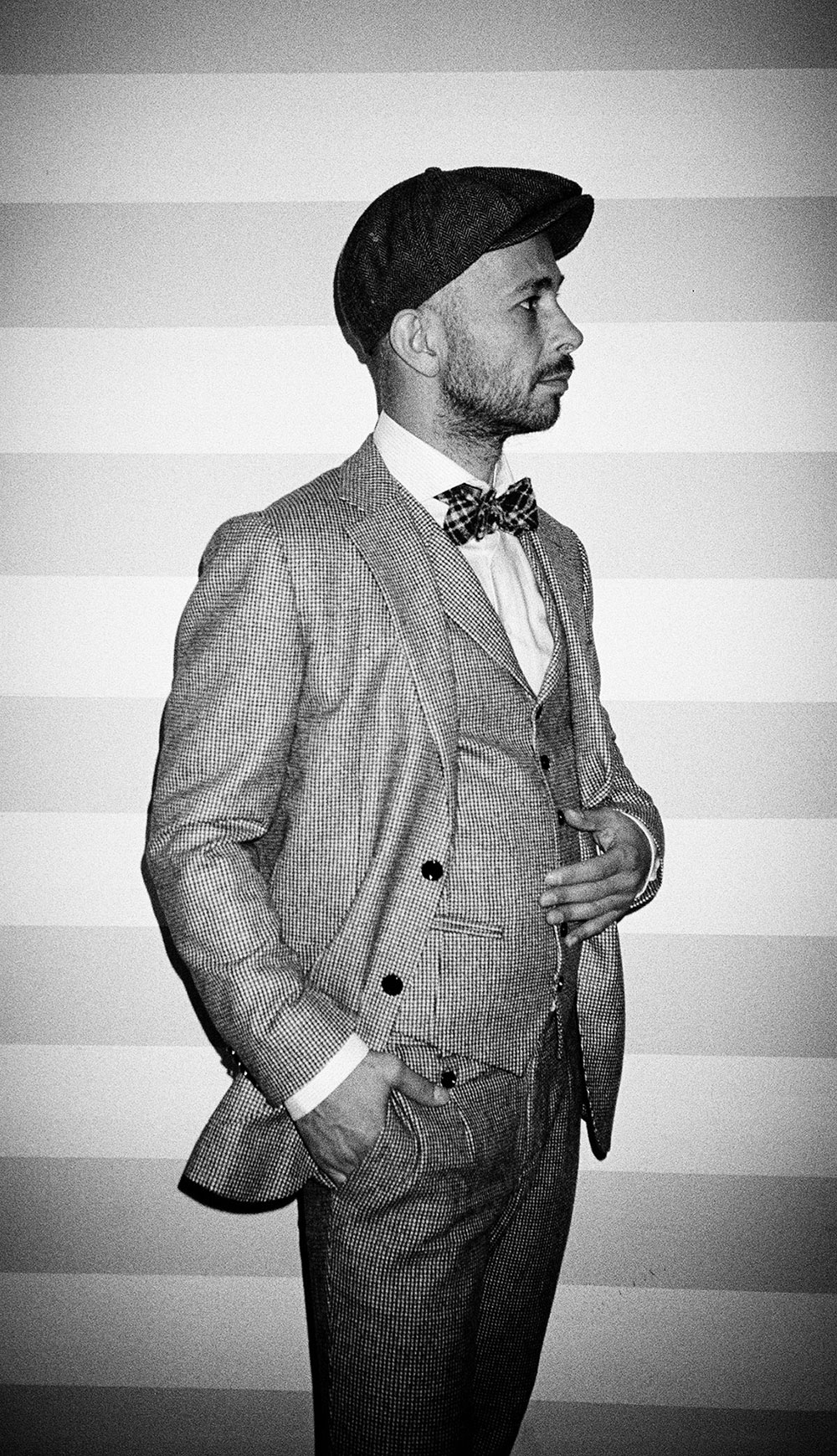
Ata Bozacı, 2017

Ata Bozacı, Künstlername Toast (* 3. März 1974 in Burgdorf BE) ist ein Schweizer Grafiker, Illustrator und Künstler. Seine Werke umfassen Zeichnungen, Gemälde, digitale Grafiken, großformatige Wandgestaltungen und modulare Plastiken. Von 1990 bis 2012 war sein Schaffen hauptsächlich dem Graffiti-Writing gewidmet. In seinen neueren, digitalen Werken steht der Mensch im Mittelpunkt.

## Leben und Werk
Bozacı wuchs in einer türkischen Arbeiterfamilie auf. Sein Talent zum Zeichnen wurde bereits in der Grundschule wahrgenommen. Von 1990 bis 1991 besuchte er den Vorkurs an der Kunstgewerbeschule (Propädeutikum Kunst und Design).
Von 1992 bis 1996 absolvierte er die Fachklasse Grafik an der Schule für Gestaltung Bern. Im Rahmen seiner Diplomarbeit erstellte er das erste gesprühte Comic. Sein Bestreben Graffiti mit Grafik zu verbinden kostete ihn fast sein Studium. 1992 wurde er für eine Gruppenausstellung mit H.R. Giger an die Art Frankfurt eingeladen. Während Bozacıs Praktikums bei Springer & Jacoby in Hamburg entwickelte sich eine enge Freundschaft zu Mirko Reisser DAIM / getting-up. 2001 realisierten sie gemeinsam mit weiteren Künstlern das 2000 m² grosse Graffito gegenüber den Landungsbrücken am Hamburger Hafen an der Aussenwand des Docks 10 der Werft Blohm + Voss, mit dem Titel „Das neue Hamburg und seine Partnerstädte“.
1995 gestaltete er das Album-Cover „Auf einem Auge blöd“ für die Hip-Hop-Band Fettes Brot. Grafikaufträge für die Berner Club- und Kulturszene folgten, darunter die Zusammenarbeit mit dem Kult-Magazin „SODA“. 2007 erhielt Bozacı einen eigenen Farbton beim Sprühdosen-Hersteller „Molotow“ namens „TOAST signal black“.
Im Alter von 22 Jahren schloss Bozacı die Ausbildung als diplomierter Grafiker ab und machte sich in Bern selbständig. In Zusammenarbeit mit dem Grafikbüro „Büro Destruct“ entstanden 15 Skateboard-Designs für Intersport.

### Künstlerische Karriere
In den späten 1990er-Jahren gründete Bozacı mit seinen Geschäftspartnern Remy Burger und Patric Geissbühler die Firma „Atalier Visual Entertainment“, die sich auf illustrative Online Spiele konzentrierte. Sie wurde die erfolgreichste Firma in der Branche. Zu ihren Kunden zählten Die Mobiliar, die Schweizer Milchproduzenten und die Schweizerische Post. 2004 erhielt Atalier den Bronze Award des Schweizer Dialogmarketing-Preis.
2007 verließ Bozacı Atalier, um ausschliesslich als Künstler zu arbeiten.
Zusammen mit dem Basler Graffiti-Writer Dare wurde er 2008 vom Kunstsammler Gunter Sachs eingeladen, dessen Wohnung im Schlosshotel Velden zu gestalten. Unter dem Titel „Point of View“ malten die Künstler sechs raumübergreifende Bilder, die sich nur von einigen Punkten aus zu einem Gesamtbild zusammenfügen. Das Kunstwerk wurde in der Zeitschrift Architectural Digest (AD) vollständig abgebildet. Für die Sonderausstellung „Die Kunst ist weiblich“ über das Leben und Werk von Gunter Sachs im Museum der bildenden Künste in Leipzig fertigte Bozacı ein grosses Stahlbild an.
2008 begann die Zusammenarbeit mit der Galerie Springmann aus Freiburg. Es folgten Gruppenausstellungen mit Dare, Stefan Strumbel und Streetart-Pionier Blek le Rat. Die beiden Werke „Satan in Heaven“ und „Black devil“ kamen 2012 beim Auktionshaus Sotheby’s in London unter den Hammer. 2014 wurden bei Karl&Faber in München zwei weitere Werke Bozacıs aus der Sammlung Gunter Sachs versteigert.

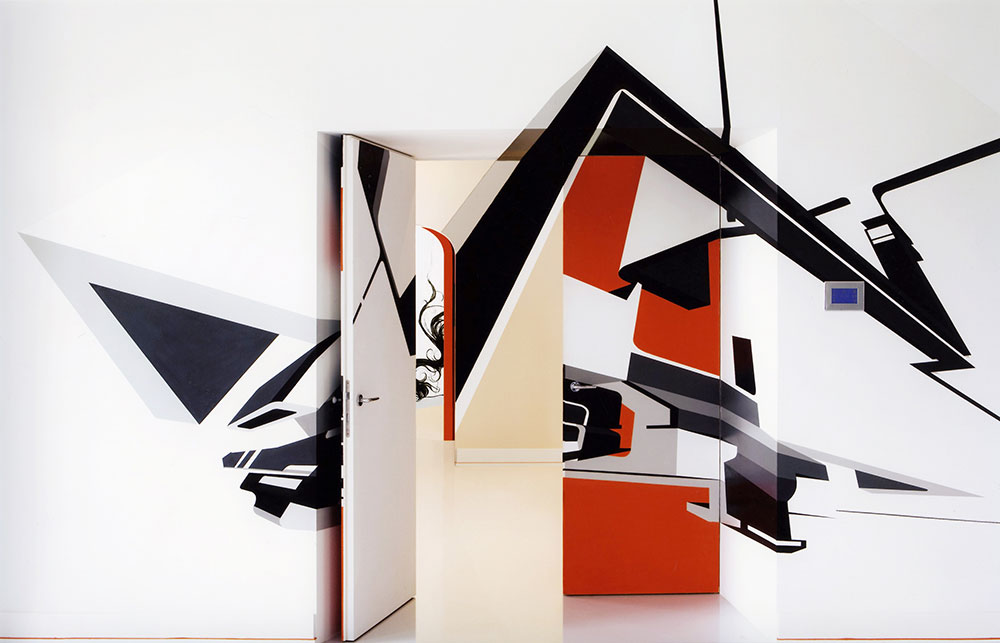
Point of view, Wohnung im Schlosshotel Velden, 2007

### Privatleben
Bereits in frühen Jahren bereiste Bozacı ganz Europa. Der Kontakt zum US-amerikanischen Streetart-Künstler „Dave Persue“ ermöglichte es ihm, in San Diego für die Skateboard-Firma Osiris zu arbeiten. Mit der Rockband „disidente“ reiste er quer durch Mexiko. Zwei Monate in Kuba und mehrere Bildungsreisen in Australien, China, Thailand, Malaysia und Singapur folgten.
Bozacı lebt mit Frau und Tochter in Zürich-Küsnacht.

## Werke

### Graffiti

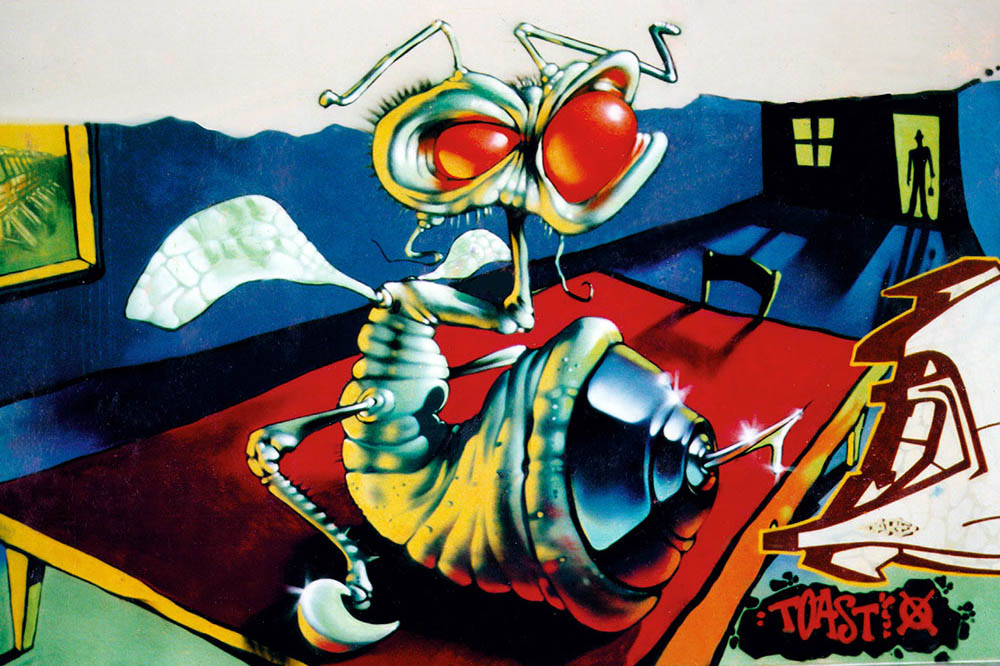
Colourinjection, 1992

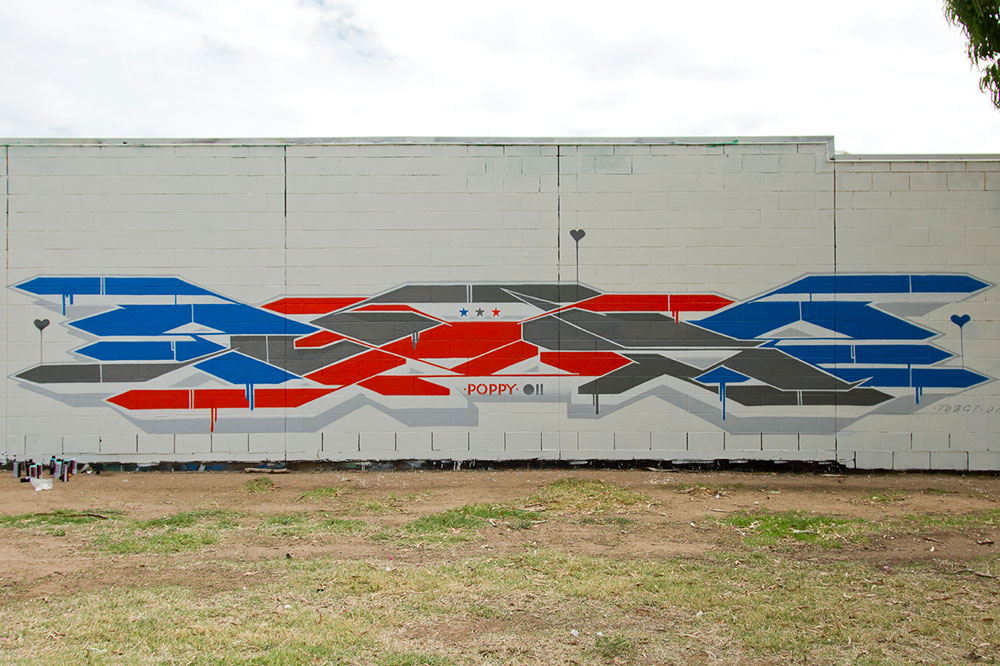
Toast poppy, 2011

Die Arbeiten von Bozacı, die zwischen 1990 und 1996 entstanden, waren geprägt von cartoonhaften Figuren. Obwohl er mit dem Sprayen von Schriftzügen angefangen hatte, galt Bozacı lange Zeit als einer der bedeutendsten Sprayer von Graffiti-Figuren. Unverkennbare Spuren mit einfachsten Mitteln zu hinterlassen wurde zu seinem Markenzeichen. Mitte der 1990er Jahre dehnte er sein künstlerisches Schaffen auf 3D-Graffiti-Writing aus.

### Buchstabenarchitektur

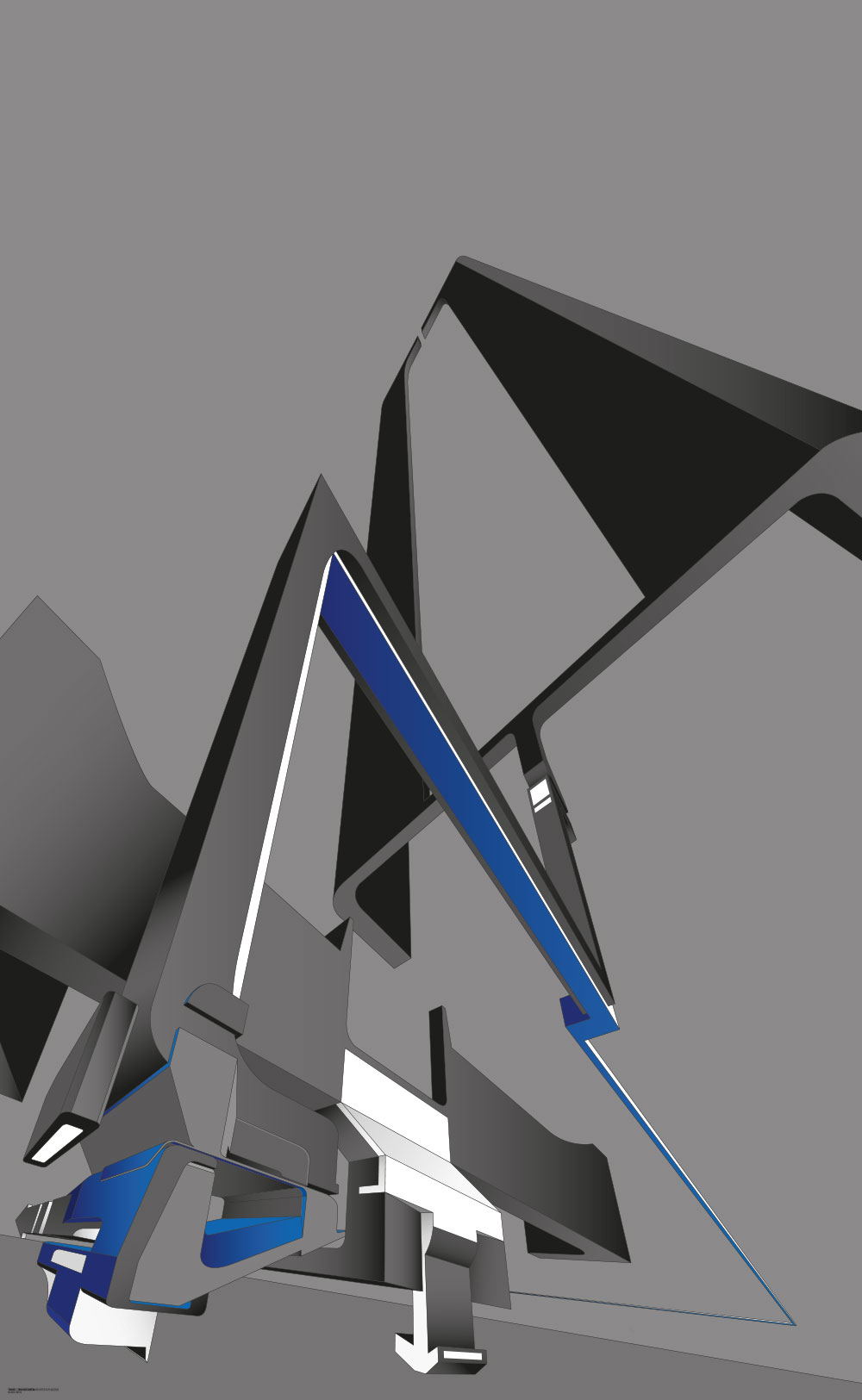
Black devil, 2003

Die Serie „Buchstabenarchitektur“ begleitete sein Schaffen von 1996 bis 2008. Die perspektivischen Darstellung, die Begehbarkeit und Vollendung der Buchstaben im Raum kennzeichnen diese Arbeiten.

### Modulare Plastiken
Die Buchstaben intuitiv in den Raum zu schreiben, eine typische Eigenschaft des Graffiti-Writing, wurde von Bozacı adaptiert. Diverse Grundformen wie Viereck, Dreieck und Kreis dienten als Bausteine seiner Schriftplastiken. Es sind grosse, mehrteilige Gebilde, die auch Modelle für futuristische Häuser sein könnten. „Graffiti und Architektur sind für mich sehr nahe beieinander. Darum ist dieser Schritt hin zu handfesten Objekten nur logisch.“ Die Steckskulptur „MLS Modular Letter System“ wurde 2011 an der Ausstellung „The First Beijing International Design Triennial“ im Chinesischen Nationalmuseum gezeigt.

### Hype Balloon
2011 gestaltete Bozacı eine große Ballonplastik. Das Wort HYPE wird pausenlos aufgeblasen und fällt wieder in sich zusammen. Während der Werkschau Grafik 12 inszenierte Bozacı den Ballon mit einer Performance: Als Graffiti-Sprayer getarnt besprühte er sein eigenes Werk und wurde anschließend von Polizistinnen abgeführt.

### Lineare und digitale Portraits

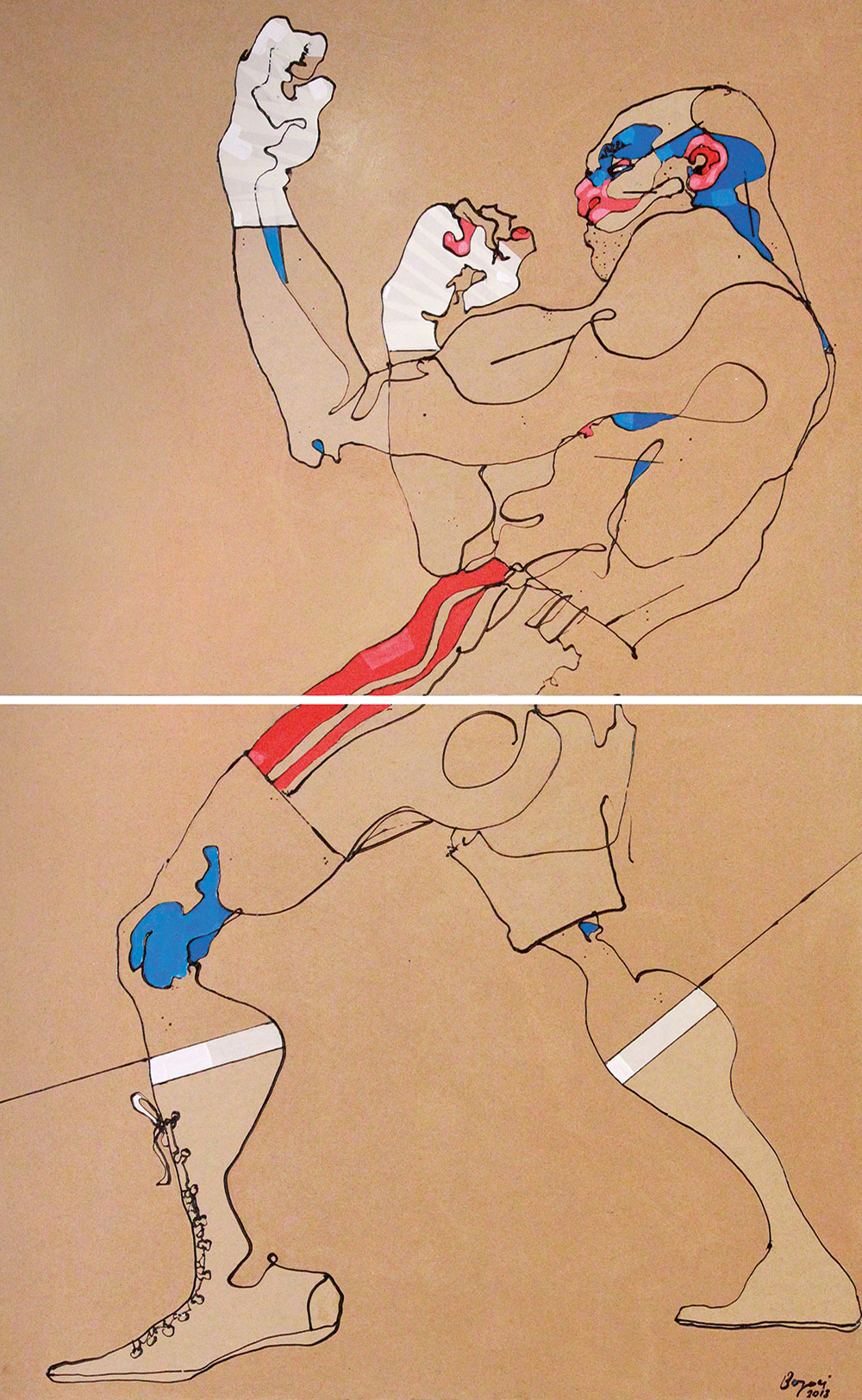
Der Boxer, 2013

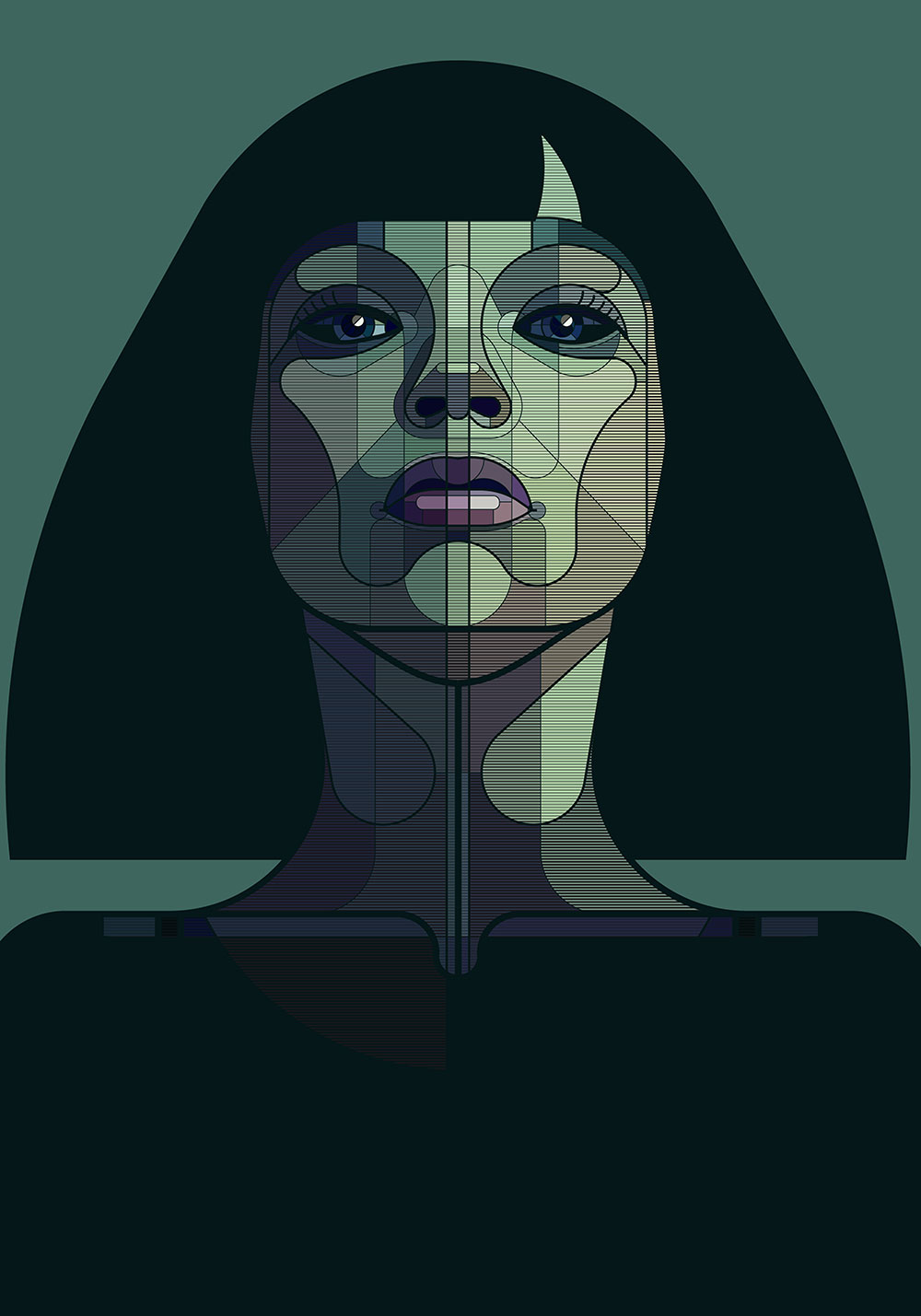
Mila, 2017

In den frühen 2000er Jahren begann Bozacı mit dem Boxen. Aus dieser Erfahrung entstand 2013 die Einzelausstellung „Lineares Boxen“ in der „The Trace Gallery“ in Zürich.
Bozacıs Arbeiten wurden ab diesem Zeitraum gesellschaftskritischer. Seine Haltung gegenüber Sozialen Medien wurde in der Wanderausstellung „Fifteen Seconds of Fame“ 2015 sichtbar. Er verwandelte Facebook-Profile seiner Bekannten mithilfe von digitaler Technik in ikonenartige Portraits. Die Gesichter basieren auf Kreisformen. Bozacı sieht die Perfektion des Kreises als Sinnbild für den heutigen Schönheitswahn, und Facebook als den idealen Austragungsort für Eitelkeit und Narzissmus. Beim Betrachten der Portraits aus der Nähe sind nur grafische Formen erkennbar. Erweitert man die Distanz, entsteht ein nahezu fotorealistisches Bild. In der Folge hat Bozacı die digital entstandenen Portraits auch manuell als Wandbilder gemalt, darunter auch das Portrait des türkischen Schriftstellers Enis Batur. Das fünf Meter hohe Bild entstand zusammen mit dem „RAWCUT Design Studio“ und Studenten an der Bomonti Mimar Sinan Universität in Istanbul.
Bozacıs zurzeit grösstes Wandbild ist in Shenzhen, China zu sehen. Er wurde 2016 eingeladen, eine Openair-Galerie zu schaffen, die ein ganzes Stadtquartier aufwerten soll. Das 27 Meter hohe Kunstwerk zeigt ein buntes Baby, das am Smartphone hängt.

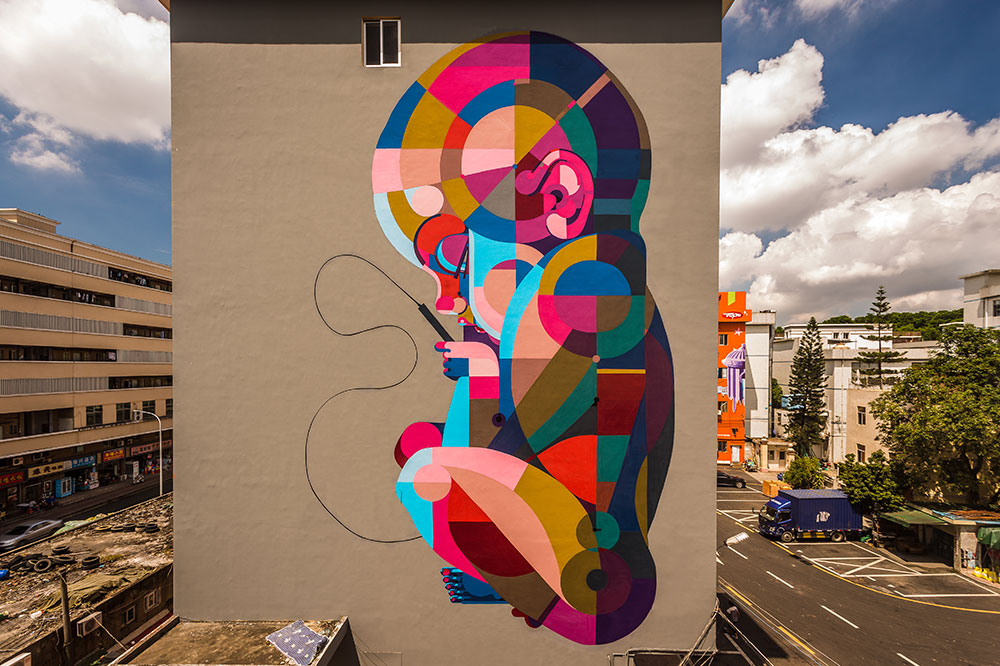
Online, Jardin Orange Shenzhen, 2016

In Zusammenarbeit mit Microsoft erstellte er 2017 einen Entwurf für die Gestaltung des Swissmill-Tower in Zürich. Das Werk „Nackt-Schwimmen“ stellt die Mutter-Kind-Beziehung dar. Sowohl das Silo an sich, wie auch der Entwurf lösten ein Kontroverse aus.

## Kunst am Bau (Auswahl)
- 2021: Forest, Wandgemälde und Innenraumgestaltung, Apartmenthaus Eisvogel, Andermatt, Schweiz
- 2018: Immersion, Wandgemälde, Berufsbildungszentrum IDM, Thun, Schweiz
- 2017: Nachtschwimmen, Vorstudie, Swissmill-Tower, Zürich, Schweiz
- 2016: Online, Wandgemälde, Jardin Orange, Shenzhen, China
- 2014: Amanda, Wandgemälde, STAMP Festival, Hamburg
- 2014: David, Wandgemälde, Naestved, Dänemark
- 2014: Michele, Wandgemälde, Marrakesch, Marokko
- 2013: Enis Batur, Wandgemälde, Bomonti Mimar Sinan Universität, Istanbul, Türkei
- 2012: Loosing. Eyes open, F A K T, Wandgemälde, Markthalle, Basel, Schweiz
- 2010: Flying hearts, Wandgemälde, Dafen Art Museum, Shenzhen, China
- 2008: Die drei Musen, Innenraumgestaltung, Maendler Modehaus, München, Deutschland
- 2007: Point of view, Innenraumgestaltung, Schlosshotel Velden, Österreich
- 2007: Schreiben & Zeichnen, Innenraumgestaltung, Kamper, Graz, Österreich
- 2005: Wandgemälde, Bundesgartenschau, München
- 2000: Sky, Innenraumgestaltung, Kerquelen Shoe Store, West Broadway, New York, USA
- 2000: Das neue Hamburg und seine Partnerstädte, Wandgemälde, Blohm + Voss, Hamburg
- 1997: Multimediawall, Wandgemälde, Sprinkenhof GmbH, Hamburg

## Ausstellungen

### Einzelausstellungen (Auswahl)
- 2020: 4478 m ü. m., punkt 58, Strasserthun, Zürich, Schweiz
- 2019: Lucubratio, Privat, Zürich, Schweiz
- 2018: Lucubratio, Privat, Zürich, Schweiz
- 2015: Fifteen Seconds of Fame, The Trace Gallery, Zürich, Schweiz
- 2015: Fifteen seconds of Fame, Artstübli, Basel, Schweiz
- 2013: Lineares Boxen, The Trace Gallery, Zürich, Schweiz
- 2011: Unexpected Playground, Retrospektive, The Essential Collection, Zürich, Schweiz
- 2006: Toast, ArtCorner28, Biel, Schweiz
- 2004: Toast, Büro Discount, Zürich, Schweiz

### Performances
- 2016: Crash test dummies, Volvo Art Session, Zürich, Schweiz[15]
- 2015: Speed of the city, mit Pius Portmann und Harun Dogan, Volvo Art Session, Zürich, Schweiz[16]
- 2012: Don’t believe the hype, Grafik 12, Zürich, Schweiz

## Album-Cover, Video-Clips
- 2015: Ata Bozacı, Fifteen Seconds of Fame
- 2011: disidente, Antorcha
- 2006: Wurzel 5, Für di
- 2001: Karibik Frank, Staatsfeind Nr. 1
- 1995: Fettes Brot, Auf einem Auge blöd
- 1994: Grand Mother’s Funck, Grand Mother’s Funck